# 呂伯雄
呂伯雄（1900年—1988年），字伯融，一字冠英，生於新北市雙溪區，詩人、政治人物與基督教長老，曾創立臺灣革命黨，推動台灣抗日活動。晚年投入基督教會，創立古亭基督長老教會。

## 生平
出身基督教家庭，其家族為當地望族。25歲時，赴中國上海留學，進入上海私立法政學院。畢業後，於1925年，與張邦傑、卓碩生、許劍英等人，發起臺灣革命黨，推動在台灣的抗日活動。1942年，在中國國民黨中央的安排下，台灣革命黨改組為臺灣革命同盟會，呂伯雄任南方執行部組織處長，在福建一帶進行抗日。
1945年，日本投降，結束第二次世界大戰。呂伯雄與家人由廈門返台，居住在台北市龍泉街一帶。1946年，台灣民眾協會成立，後在長官公署命令下，改組為臺灣省政治建設協會，呂伯雄負責主要會務。同年，日本發生澀谷事件，蔣渭川與呂伯雄等人在台北市發起抗議聲援活動，抗議美國憲兵團對台灣人的司法不公。
1947年，二二八事件爆發，呂伯雄任台北二二八事件處理委員會組織組組長。在國民政府抵台清鄉之後，呂伯雄被列入通緝名單，逃亡數個月。透過各種關係，最後被平反。在此事件後，呂伯雄不再參與政治，投入基督教傳教活動。1958年，創立古亭基督長老教會，任長老。
1988年3月去世，享年89歲。

## 家庭
其妻石中英。

## 著作
呂伯雄擅古詩，著有《竹筠軒吟草》。